# 张逢时
张逢时（1917年—1990年9月），曾用名张丙辰。河北省深泽县人，中华人民共和国政治人物。

## 生平

### 民国时期
早年在深泽县师范学校读书，参加学生运动。1933年夏，加入中国共产党。抗日战争时期，在冀中参加并领导开辟冀中区第六分区抗日根据地的工作，先后担任中共河北省安国县委书记兼县游击大队政治委员，中共深泽县委书记兼县游击大队政治委员。1940年6月至8月，担任中共冀小队第一地委副书记。同年8月后，任中共冀中区第六地委书记兼游市总队政治委员。1942年9月至1944年，担任八路军晋察冀军区第六军分区政治委员。1943年至1944年9月，任八路军路军第三纵队兼冀中军区警备旅政治委员。1945年4月，作为晋察冀代表团成员出席中共七大。之后奔赴东北，10月至11月任中共辽宁省工作委员会委员、民运部部长。同年11月至1946年1月任中共辽宁省分委员会委员兼民运部部长。
1946午1月，任中共辽东省委员会辽宁省分委委员、民运部部长。3月至4月，兼任中共本溪县委书记。5月至6月任中共辽东省庄岫地方委员会书记、辽东军区庄岫军分区政治委员。6月至12月，任中共辽东省委员会辽南省分委委员。同年6月至1947年7月，任中共辽南省第五地委书记。1946年7月至1947年2月，兼任辽南军区第五军分区政治委员。

### 共和国时期
天津战役后，1949年7月至1952年9月，任天津市人民政府机关党委书记、天津市政府副秘书长，天津市人民监察委员会副主任，中共天津市委组织部副部长等职。1952年，从天津调到组建不久的第一机械工业部，担任汽车工业管理局局长。1959年9月至文化大革命初期，担任农业机械部（第八机械工业部）副部长、党组成员。致力于内燃机工业的发展。文化大革命期间受迫害，结束后恢复工作，任第一机械工业部设计总院党委书记。1979年1月至2月，任第一机械工业部副部长。同年3月至1982年5月，重新担任农机部副部长。此外他还担任第六、第七届全国政协委员。1990年9月逝世。